# Clutter
Clutter — свободная графическая библиотека для создания аппаратно ускоренных пользовательских интерфейсов, для отрисовки используется OpenGL или OpenGL ES. Библиотека является кроссплатформенной и может быть собрана на разных платформах (X11, Darwin и Win32). Также имеет привязки (англ. bindings) к другим языкам (Mono, Perl, Python, Ruby и Vala). Имеется поддержка воспроизведения мультимедиа с помощью GStreamer и двумерной отрисовки с помощью Cairo.
Clutter был создан фирмой OpenedHand Ltd, которая в данный момент является частью корпорации Intel.

## Платформы
Clutter создавался для X Window System, с использованием расширения GLX. Clutter также направлен на использование во встраиваемых системах, используя X или собственный фреймбуфер. В версии 0.6 добавлена встроенная поддержка Mac OS X. В версии 0.8 добавлен бэкенд для Microsoft Windows.

## Языки программирования
Clutter написан на языке C с использованием GObject. Доступны привязки для следующих языков:
- C++ (cluttermm)
- Perl (clutter-perl)
- Ruby (rbclutter)
- Python (PyClutter)
- Vala (clutter-vala)
- C# (Clutter#)
- JavaScript (Seed и GJS)
- Haskell (clutterhs)

## Интеграция с другими библиотеками
Clutter может использоваться с другими библиотеками и инструментами, например:
- GTK-приложения могут встраивать Clutter через специальный виджет;
- Clutter-приложения могут содержать GTK-виджеты;
- Clutter-приложения могут использовать GStreamer, например, для воспроизведения видео в текстуре;
- Clutter-приложения могут использовать Cairo для рисования на текстурах.